# کیوشیرو تسوبوی
کیوشیرو تسوبوی (ژاپنی: 坪井 清志郎؛ زادهٔ ۱ فوریهٔ ۲۰۰۰) یک بازیکن فوتبال اهل ژاپن است.
از باشگاه‌هایی که در آن بازی کرده‌است می‌توان به باشگاه فوتبال توکوشیما ورتیس و باشگاه فوتبال بلاوبلیتز آکیتا اشاره کرد.